# Francisco Michea
Francisco Javier Michea Michea (n. Combarbalá, Chile, 24 de diciembre de 1978) es un exfutbolista chileno. Jugaba de mediocampista y su último club fue Deportes Copiapó de la Primera B de Chile. Actualmente es director técnico.

## Trayectoria
Se inició en las inferiores de Regional Atacama y en 1996 debutó en el primer equipo, en 1998 los problemas económicos llevaron a la quiebra al club, descendiendo a la Tercera División, desapareciendo  posteriormente. En 1999 es fundado Deportes Copiapó, el cual se transforma en el sucesor del extinto club atacameño, pasando algunos jugadores a formar parte de este nuevo equipo, entre ellos estaba Francisco Michea, en el año 2001 pasa a jugar para Deportes Ovalle, luego pasó a Naval de Talcahuano el año 2004, y en el 2005 defiende a O'Higgins dejando en ese mismo año el club tras la renuncia del cuerpo técnico, en el 2006 vuelve a Deportes Copiapó. En el año 2008 se transforma en el nuevo refuerzo de Coquimbo Unido, en dicho club tuvo un entrevero con el técnico argentino Víctor Milanese Comisso, ya en el final de su carrera como futbolista, en el 2009 vuelve a Deportes Copiapó, retirándose al final de la temporada 2011.
A mediados de 2016 Francisco Michea toma el mando del primer equipo de Deportes Copiapó, tras un infarto y posterior hospitalización del hasta ese entonces director técnico de los albirrojos, Rubén Sanchez. Tras unos meses en la banca copiapina, Francisco Michea deja el club, del cual fue entrenador interino para recalar en Deportes Vallenar quién debutaba en el fútbol profesional y marchaba último de la Segunda División.

## Clubes

### Como jugador
| Club             | País  | Año       |
| ---------------- | ----- | --------- |
| Regional Atacama | Chile | 1996-1998 |
| Deportes Copiapó | Chile | 1999-2000 |
| Deportes Ovalle  | Chile | 2001-2003 |
| Naval            | Chile | 2004      |
| O'Higgins        | Chile | 2005      |
| Deportes Copiapó | Chile | 2006-2007 |
| Coquimbo Unido   | Chile | 2008      |
| Deportes Copiapó | Chile | 2009-2011 |

### Como entrenador
| Club              | País  | Año       |
| ----------------- | ----- | --------- |
| Deportes Copiapó  | Chile | 2016      |
| Deportes Vallenar | Chile | 2016-2017 |
| CEFF Copiapó      | Chile | 2019      |
| Curacaví FC       | Chile | 2021-Act. |